# Rosenbach
Rosenbach és un municipi alemany que pertany a l'estat de Saxònia. Es troba a uns 5 km a l'est de Löbau. Comprèn els districtes de Bischdorf (Biskopice), Oberbischdorf, Steinberg i Herwigsdorf.